# جان برادلي
جان برادلي (بالإنجليزية: Jan Bradley)‏ هي مغنية أمريكية، ولدت في 6 يوليو 1943 في بيهاليا في الولايات المتحدة.

## وصلات خارجية
- جان برادلي على موقع ميوزك برينز (الإنجليزية)
- جان برادلي على موقع أول ميوزيك (الإنجليزية)
- جان برادلي على موقع ديسكوغز (الإنجليزية)